# Aedes papago
Aedes papago är en tvåvingeart som beskrevs av Thomas J. Zavortink 1970. Aedes papago ingår i släktet Aedes och familjen stickmyggor.
Artens utbredningsområde är Arizona. Inga underarter finns listade i Catalogue of Life.